# Urnshausen
Urnshausen ist ein Ortsteil der Gemeinde Dermbach im südlichen Wartburgkreis in Thüringen. Urnshausen liegt zudem im Nordteil des Biosphärenreservats Rhön.

## Geografie
Der Ort Urnshausen liegt in der Thüringischen Rhön, etwa 10 km südlich der Kreisstadt Bad Salzungen  auf einem vorspringenden Bergrücken über dem mittleren Feldatal.
Eingebettet ist Urnshausen und der östlich folgende Ortsteil Bernshausen in ein hügeliges, im Norden und Osten bewaldetes Gebiet, das von den nahen Bergen Baier (713,9 m ü. NHN), Pleß (645,4 m ü. NHN) und der Stoffelskuppe (620,1 m ü. NN) eingerahmt wird. Zum Ort gehört auch der Weiler Hartschwinden am Ufer der Felda.
Höchste Erhebungen in der Urnshäuser und Bernhäuser Flur sind der Horn (577,7 m ü. NN), der Spitalsberg (477 m ü. NN), der Hoher Rain (460,2 m ü. NN), der Sandberg (445,3 m ü. NN), der Salzunger Berg (435,9 m ü. NN), der Dermbacher Höhe (400,6 m ü. NN), der Steinhauk (370,9 m ü. NN) und der Kirchberg (352,6 m ü. NN).
An den Hängen der oft bewaldeten Berge treten mehrere Quellen zu Tage, am bekanntesten sind Steinborn und Hoher Born. Als Erdfallseen sind der Schönsee und die Bernshäuser Kutte von besonderem Reiz, sie entwässern über Schönseebach, Froschbach und Wiesenthalbach in die Felda.
Zu den geologischen Besonderheiten des Gebietes zählen Basaltsteinbrüche und Blockhalden am Horn als Zeugnisse des Rhön-Vulkanismus sowie die durch Auslaugung von oberflächennahen Salzstöcken auftretenden Erdfälle im Buntsandstein.

## Geschichte

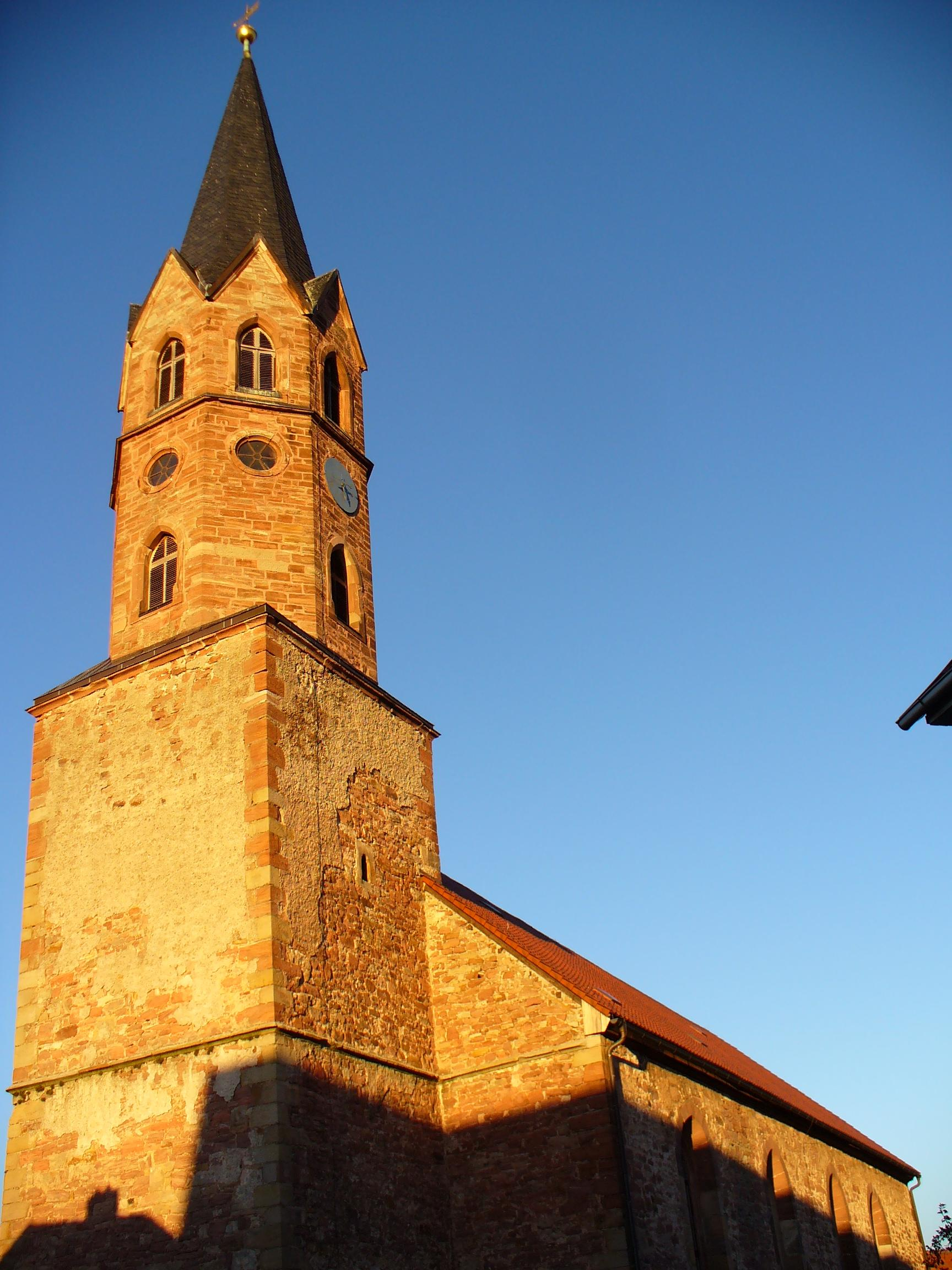
Die Kirche von Urnshausen

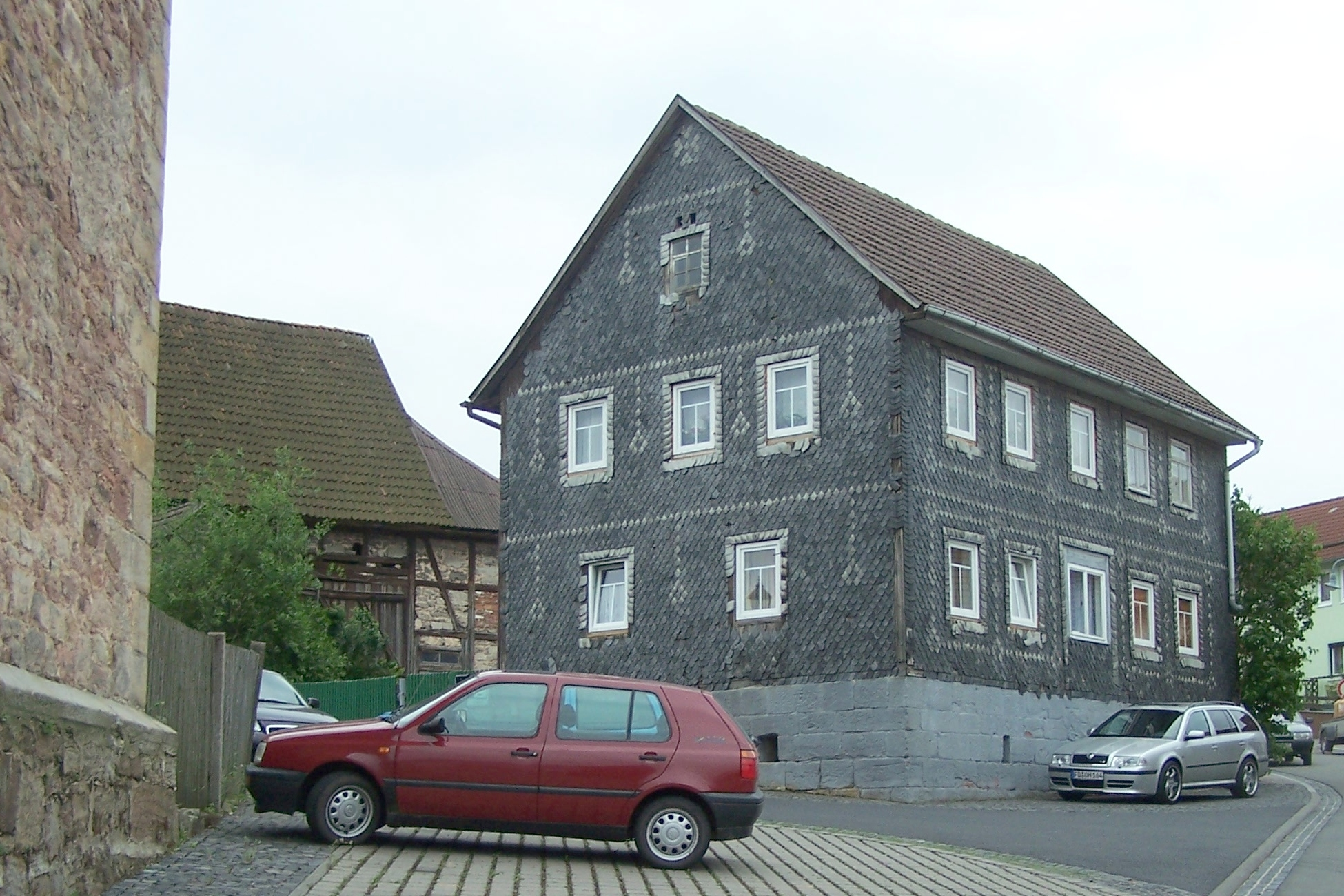
Nach dem Brand neu erbautes und mit Schiefer verkleidetes Wohnhaus

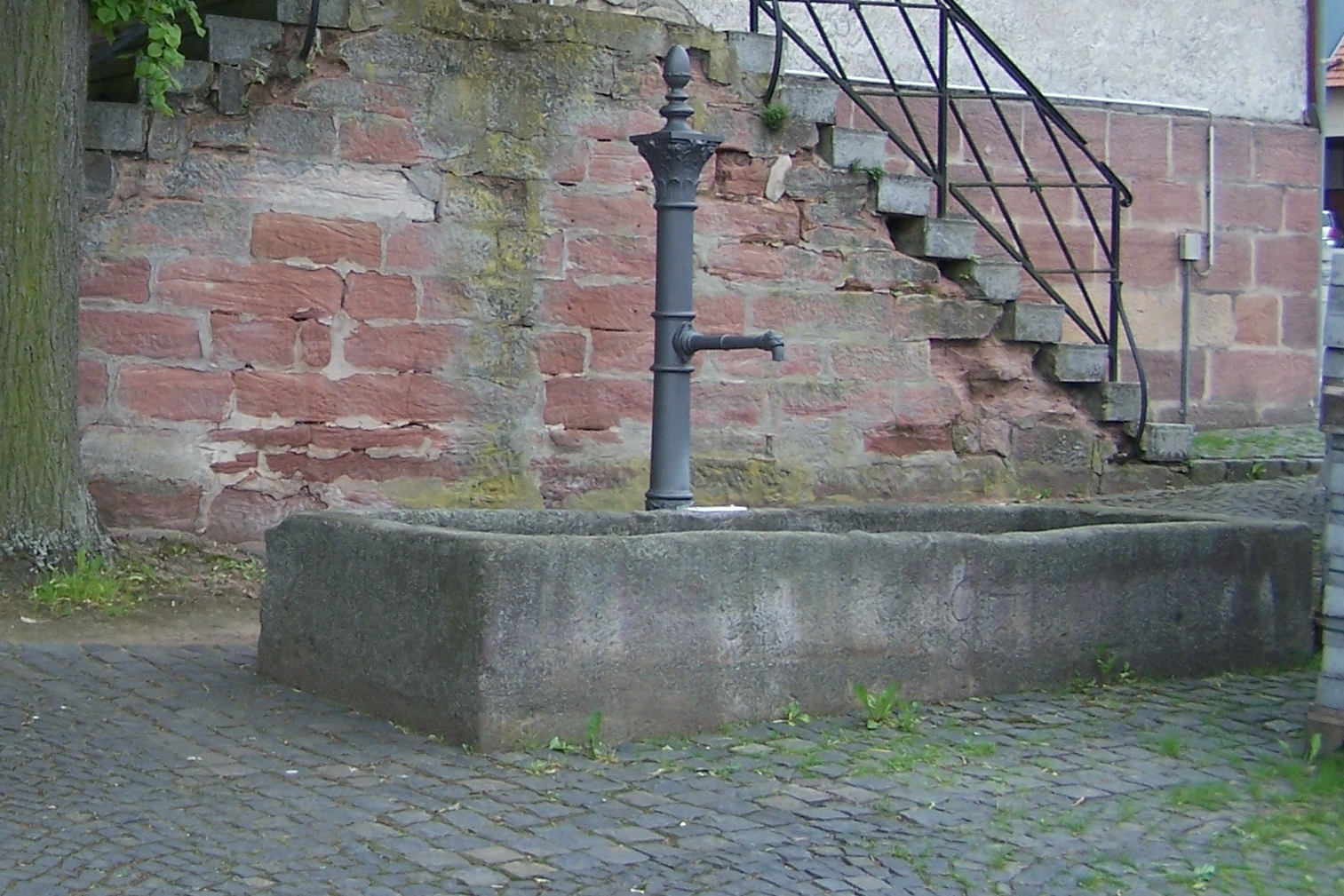
Der Dorfbrunnen bei der Kirche

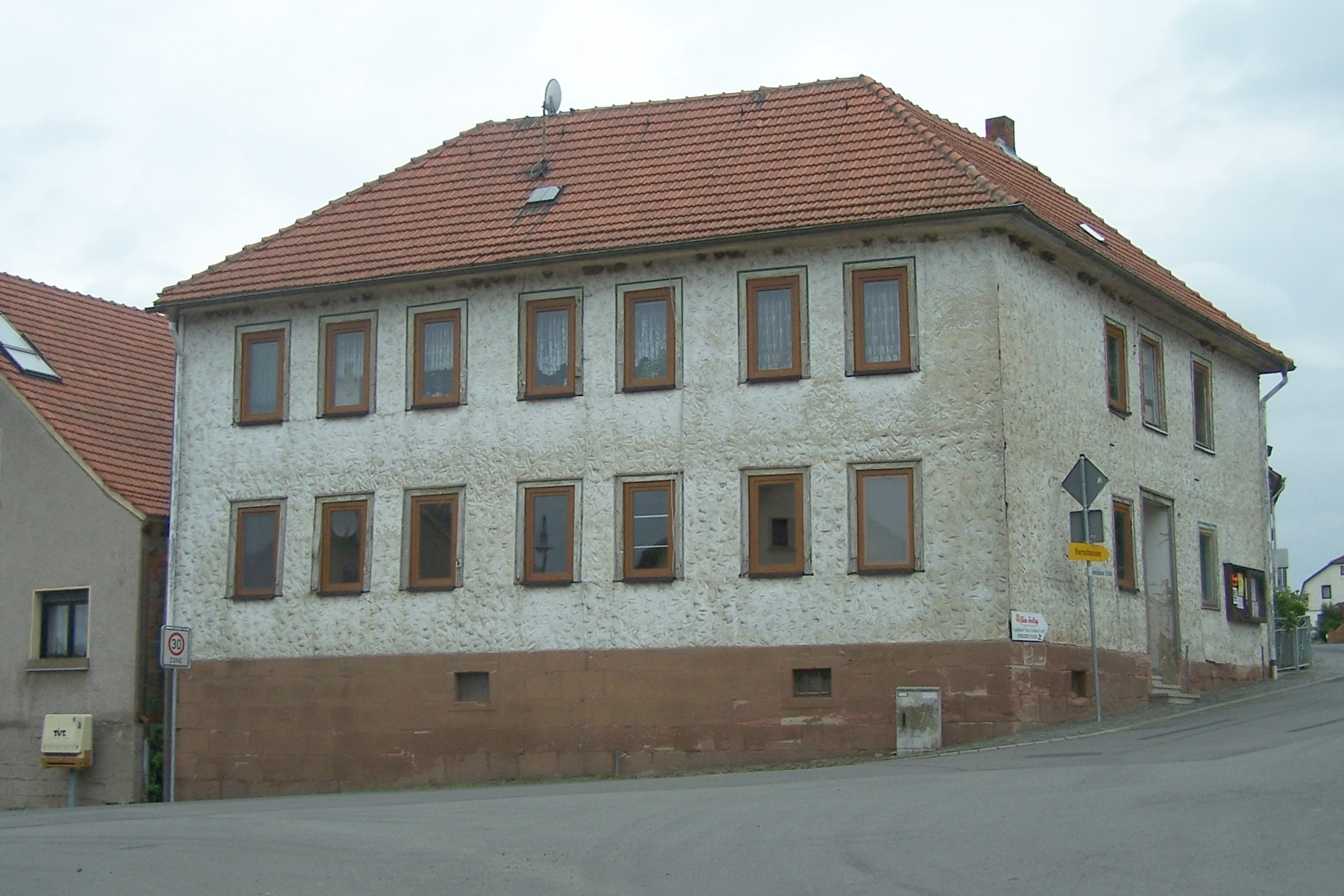
In der Ortslage

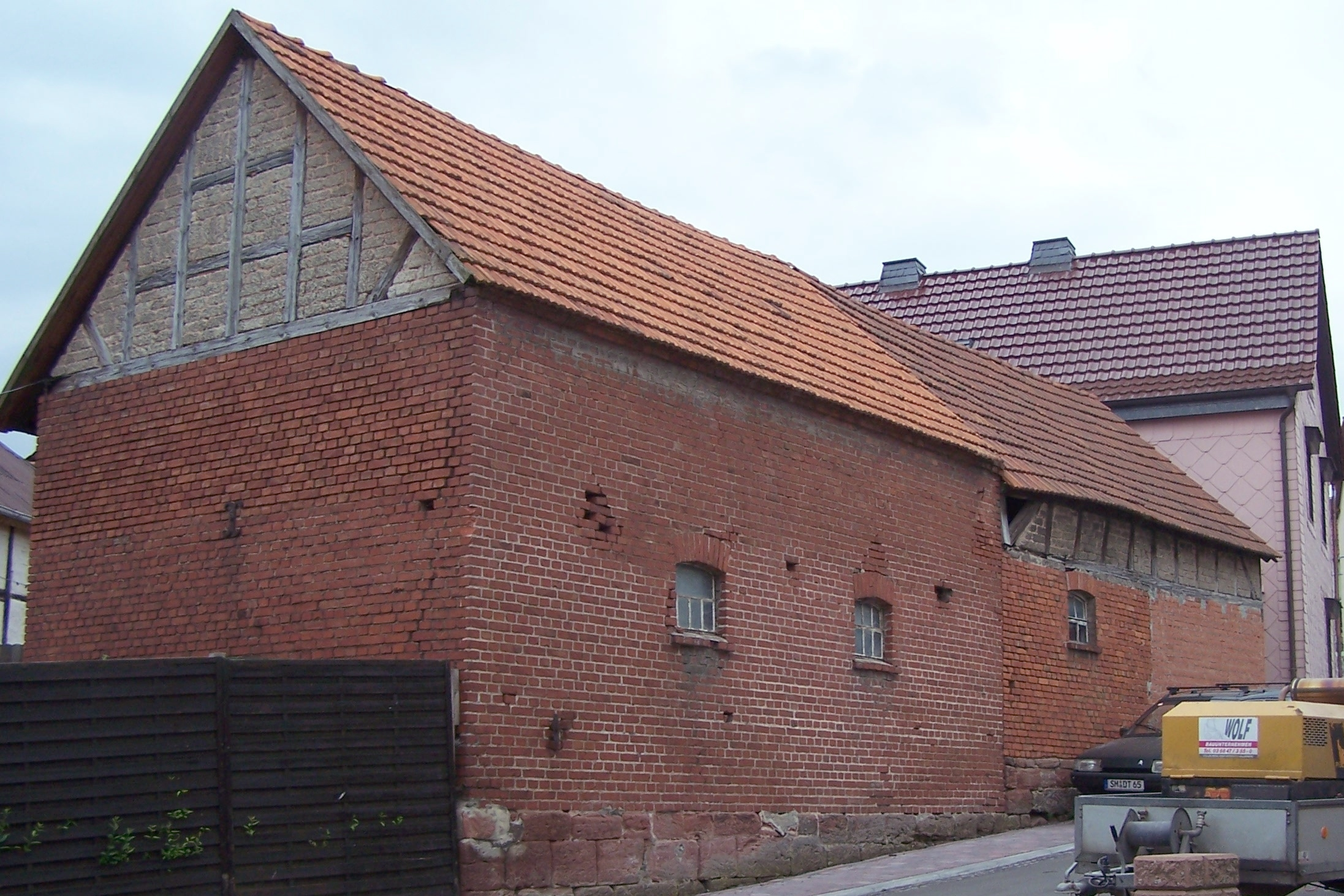
In der Ortslage

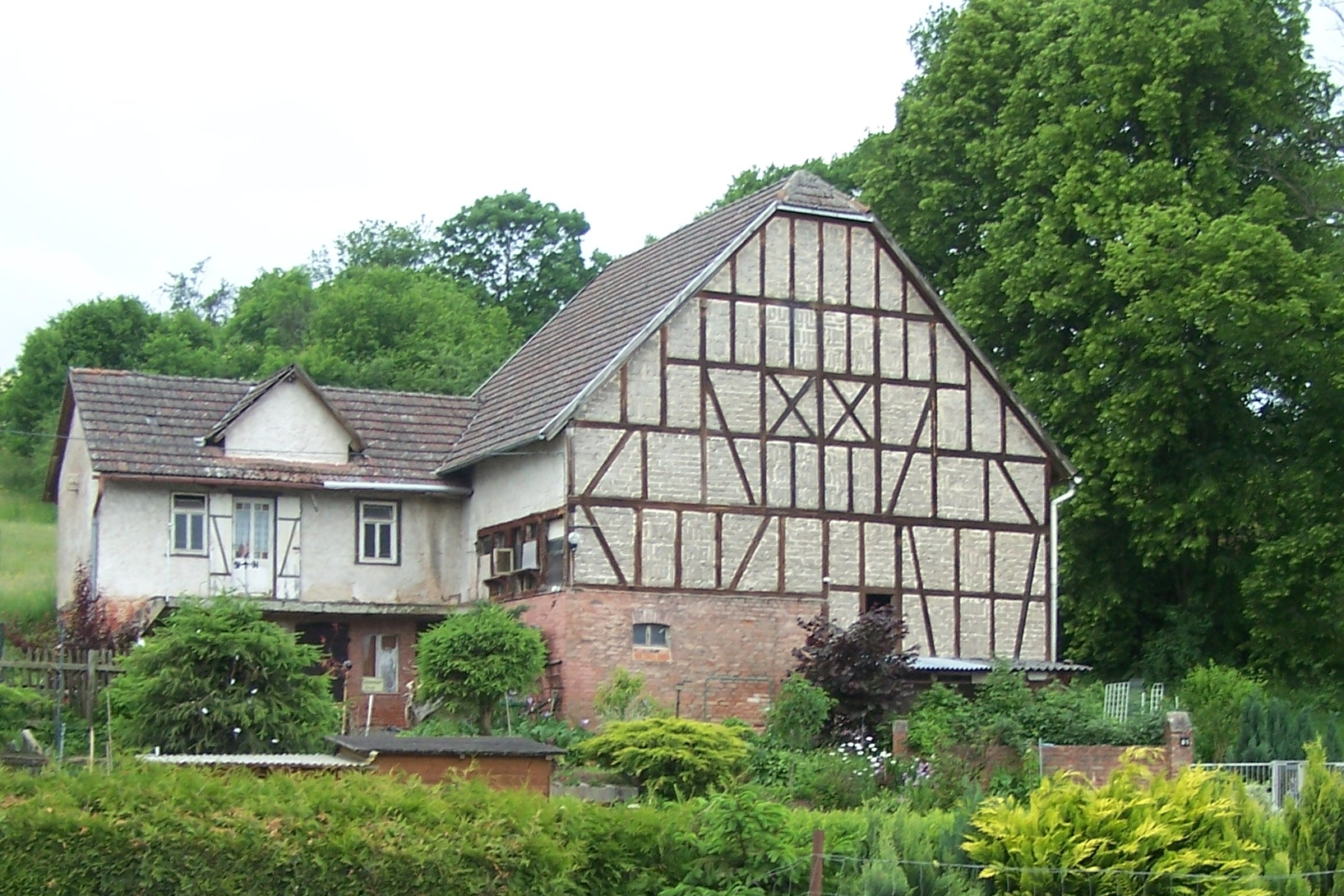
Fachwerkhaus

Der Ort wird 837 in der Schreibweise Orentileshus (später auch Oerlshusin und Oernshusen) erstmals urkundlich erwähnt. Anlass war ein Gebietstausch, den der Abt Hraban des Fuldaer Klosters mit einem im Grabfeldgau ansässigen Adeligen Struodolf eingeht. Der Ortsname bedeutet wohl Haus eines Orentel.
Bodenfunde und noch deutlich erkennbare Befestigungsreste auf den kegelförmig aus der Umgebung herausragenden Bergen Horn, Stoffelskuppe und Bayer belegen die ur- und frühgeschichtliche Bedeutung des Gebietes. Lange vor der ersten urkundlichen Erwähnung siedelten im Werratal (mit den für den überregionalen Handel bedeutenden Salzquellen von Salzungen) und der angrenzenden Rhön Menschen, welche der keltischen Kultur zugeordnet werden können (Leimbacher Gräberfeld). Um Christi Geburt siedelte der rhein-weser-germanische Stamm der Chatten im Raum zwischen Werra und Fulda, sowie weiter in westlicher Richtung. Während der fränkischen Osterweiterungen, zwischen dem 5. und 8. Jahrhundert, wurde auch das im Thüringischen Westergau gelegene Gebiet in ein Netz neu erbauter fränkischer Befestigungsanlagen einbezogen. Mit der fränkischen Ostkolonialisierung setzten auch die schriftlichen Überlieferungen ein.
Zu den ersten Machthabern des Feldatal-Gebietes zählen die Grafen von Neidhartshausen, sie zählten zu den Schutzvögten des Klosters Fulda. Die Grafen besaßen im 12. Jahrhundert reichen Eigenbesitz im Feldatal, darunter Äcker im Ort Orenshusen, der dem Eigenkloster Zella (eine Gründung des Erpho von Neidhardtshausen) als Schenkung übergeben wurde, als Zeuge der Urkunde wird ein Würzburger Bischof Reginhard aufgeführt. Als zu Beginn des 13. Jahrhunderts die Grafen von Neidhartshausen ihren Einfluss und Besitz verlieren, treten die Grafen von Frankenstein ihre Nachfolge an. Die bereits im benachbarten Stadtlengsfeld ansässigen Frankensteiner sind auch Herren der Dermbacher Cent. Im Jahr 1258 übergibt Ludwig von Frankenstein der Urnshäuser Kirche einige Besitztümer bei Fischbach (Rhön). Der Niedergang der mächtigen Grafen von Frankenstein wird mit der Belagerung und Zerstörung der Stammburg Frankenstein bei einem 1295 von König Adolf von Nassau angeordneten Feldzug nach (West-)Thüringen eingeleitet. Als Folge der eigenen Schwächung und der veränderten Kräfteverhältnisse durch den Wechsel der Landgrafschaft Thüringen an die Wettiner sehen sich die Frankensteiner zunächst 1326 gezwungen, Besitztümer des Feldatales an ihre hennebergischen Verwandten zu verkaufen.
Das zunächst in Diensten des Klosters Hersfeld stehende Adelsgeschlecht der Herren von Weilar, Erbauer einer Wasserburg am Feldaufer, waren auch Besitzer der als „Ober-Weilar“ bezeichneten Höfe in der Nähe von Hartschwinden. Ein um 1376 auf der fuldischen Burg Fischberg (Sitz des gleichnamigen Amtes Fischberg im Feldatal) als Burgmannen dienender Familienzweig war noch 1498 im Besitz der bereits verlassenen Höfe in Obirn Wiler.
In der Flur des heutigen Ortsteils Bernshausen entstand im Hochmittelalter eine weitere Siedlung mit Namen Berletshausen (auch Bertholdes) – offenbar eine Gründung der Herrn von Bernshausen, deren bevorzugter Name Berthold war. Weitere adelige Nachbarn hatten hier Besitz erworben. 1340 verkauften die Herren von Wildprechtroda diese, in der Urkunde bereits als Wüstung bezeichnete Dorfstelle an die Henneberger. Die Herren von Bernshausen waren im gleichen Jahr Burgmannen auf der Salzunger Schnepfenburg. Diese Familie war auch Stifter des Salzunger Spitals.
Mit dem Aussterben der Henneberger wurden die Machtverhältnisse in der Thüringischen Rhön destabilisiert, sowohl das katholische Fulda, als auch das protestantische Herzogtum Sachsen erheben Erbansprüche auf die zwischen beiden befindliche Grenzregion. Schon unter den Hennebergern war der als Grenzbefestigung erbaute Landwehrzug des „Bernshäuser Hähl“ an der östlichen Flurgrenze von Bernshausen errichtet worden. Das besonders gesicherte „Roßdorfer Tor“ war zugleich ein Grenzübergang und Zollstation an der nach Breitungen führenden mittelalterlichen Handelsstraße. Mehrfach wurde das Salzunger Gebiet durch streifende Heerhaufen im Dreißigjährigen Krieg verwüstet und geplündert. Von 124 Wohnhäusern vor dem Krieg zählte man 1659 lediglich 38 Häuser, die Einwohnerzahl schrumpfte von 123 Bewohnern auf 32. Die überlebenden Bewohner der Orte Bernshausen und Urnshausen flohen in die Wälder oder starben an eingeschleppten Seuchen. Bis 1660 führen die sächsischen Herzöge eine gemeinschaftliche Regierung für die ihnen zugefallenen hennebergischen Ämter Kaltennordheim, Zillbach und Fischbach. Von Fulda wurden nach dem Dreißigjährigen Krieg mit Hilfe der Jesuiten die in Dermbach und der Propstei Zella gefestigten Positionen behauptet.
1764 wurden in einem Vergleich mit der Herzogin Anna-Amalia von Sachsen-Weimar konfessionelle und territoriale Ansprüche in der Rhön und insbesondere im Feldatal neu vereinbart. Ähnlich verworren waren die Verhältnisse der in den Schlössern von Stadtlengsfeld sitzenden Herren von Boyneburgk, die in fast allen Orten südlich von Salzungen durch Kauf oder Heirat zu Grundbesitz gelangt waren und eigene Interessen verfolgten.
Als bei einem Gewitter am 17. Mai 1865 in Urnshausen der Blitz einschlug, fielen die Kirche, das Pfarrgut und mehr als 70 Wohnhäuser und Nebengebäude dem Großbrand zum Opfer. Die ausgebrannte Kirche wurde 1866 neu errichtet.
1879 wurden, basierend auf der Volkszählung von 1875 statistische Angaben zu allen Orten im Eisenacher Teil des Großherzogtums Sachsen-Weimar-Eisenach publiziert.
Urnshausen hatte 1875 bereits wieder 128 Wohnhäuser mit 666 Einwohnern. Die Größe der Flur betrug 1089,0 ha davon Höfe und Gärten 11,4 ha, Wiesen 153,1 ha, Ackerfläche 512,1 ha. Wald 385,2 ha, Teiche, Bäche und Flüsse 1,9 ha, auf Wege, Triften, Ödland und Obstbauplantagen entfielen 25,2 ha.
Beachtlich war auch der Viehbestand: 19 Pferde, 391 Rinder, 317 Schafe, 96 Schweine und 72 Ziegen sowie 86 Bienenvölker.
Bernshausen gehörte zu diesem Zeitpunkt noch zum benachbarten Herzogtum Sachsen-Meiningen (Amt Sand). Auch Bernshausen hatte eine Kirche, die 1625 erbaut wurde und zum östlich benachbarten Pfarrsprengel Rosa gehörte. Georg Brückner berichtet zum Ort: 164 Einwohner sowie 28 Wohnhäuser und eine Mühle. Der Ort hatte neben der Kirche und einer 1743 erbauten Schule noch drei öffentliche Gebäude. Wegen der bergigen Lage war die Schafzucht von Bedeutung.
Am 1. Januar 2019 wurde die Gemeinde Urnshausen nach Dermbach eingemeindet. Zuvor gehörte sie der Verwaltungsgemeinschaft Dermbach an.

## Politik

### Ehemaliger Gemeinderat
Der ehemalige Gemeinderat aus Urnshausen setzte sich aus acht Ratsmitgliedern zusammen:
| Partei / Liste              | Sitze |
| --------------------------- | ----- |
| CDU                         | 2     |
| NPD                         | 2     |
| LINKE                       | 1     |
| Freiwillige Feuerwehr (Ffw) | 1     |
| Geflügelzüchterverein (GV)  | 1     |
| Bürger pro Urnshausen (BpU) | 1     |

(Stand: 25. Januar 2015)
Die Gemeinderatswahl am 25. Mai 2014 entschied die Wählergruppe der Freiwilligen Feuerwehr Urnshausen mit 29,8 % für sich, vor der Linkspartei (27,2 %), dem Geflügelzüchterverein (23,5 %) und der NPD (19,5 %). Die Kommunalaufsicht des Wartburgkreises hat die Gemeinderatswahl vom Mai 2014 im Rahmen einer Wahlprüfung für ungültig erklärt, da erheblich gegen die Wahlvorschriften verstoßen worden sei. Die Wahl wurde am 25. Januar 2015 wiederholt. Nach einem kontrovers geführten Wahlkampf setzte sich bei einer Wahlbeteiligung von über 80 % die neu gegründete CDU-Ortsgruppe vor der NPD durch.

### Ehemaliger Bürgermeister
Der ehrenamtliche Bürgermeister Burkhard Seifert wurde am 6. Juni 2010 gewählt.

### Wappen
Das Wappen wurde vom Heraldiker Uwe Reipert gestaltet.

### Kreis- und Landespolitik
Bei der Thüringer Landtagswahl 2009 war Urnshausen landesweit die Gemeinde mit dem höchsten Stimmenanteil für die NPD (mit 25,3 % der Erststimmen und 21,0 % der Zweitstimmen). Auch bei der Kreistagswahl 2014 erhielt die NPD in Urnshausen 23,7 % der Stimmen.

## Sehenswürdigkeiten
- die markante evangelische Pfarrkirche in der Ortsmitte wurde nach dem Großbrand 1868 neu geweiht. Dabei wurden Teile des alten Mauerwerks wieder verwendet.
- der Landwehrzug Bernshäuser Hähl befindet sich an der östlichen Flurgrenze.
- auf der Stoffelskuppe und auf dem Horn befinden sich Befestigungsreste aus frühgeschichtlicher Zeit, sie wurden als Bodendenkmale unter Schutz gestellt.
- die beiden Erdfallseen Bernshäuser Kutte und der Schönsee sind über die Wanderwege der Region erschlossen. Am Schönsee wurde ein Campingplatz eingerichtet.

## Persönlichkeiten
- Hildegard Körner (* 1959), Leichtathletin und Olympiateilnehmerin

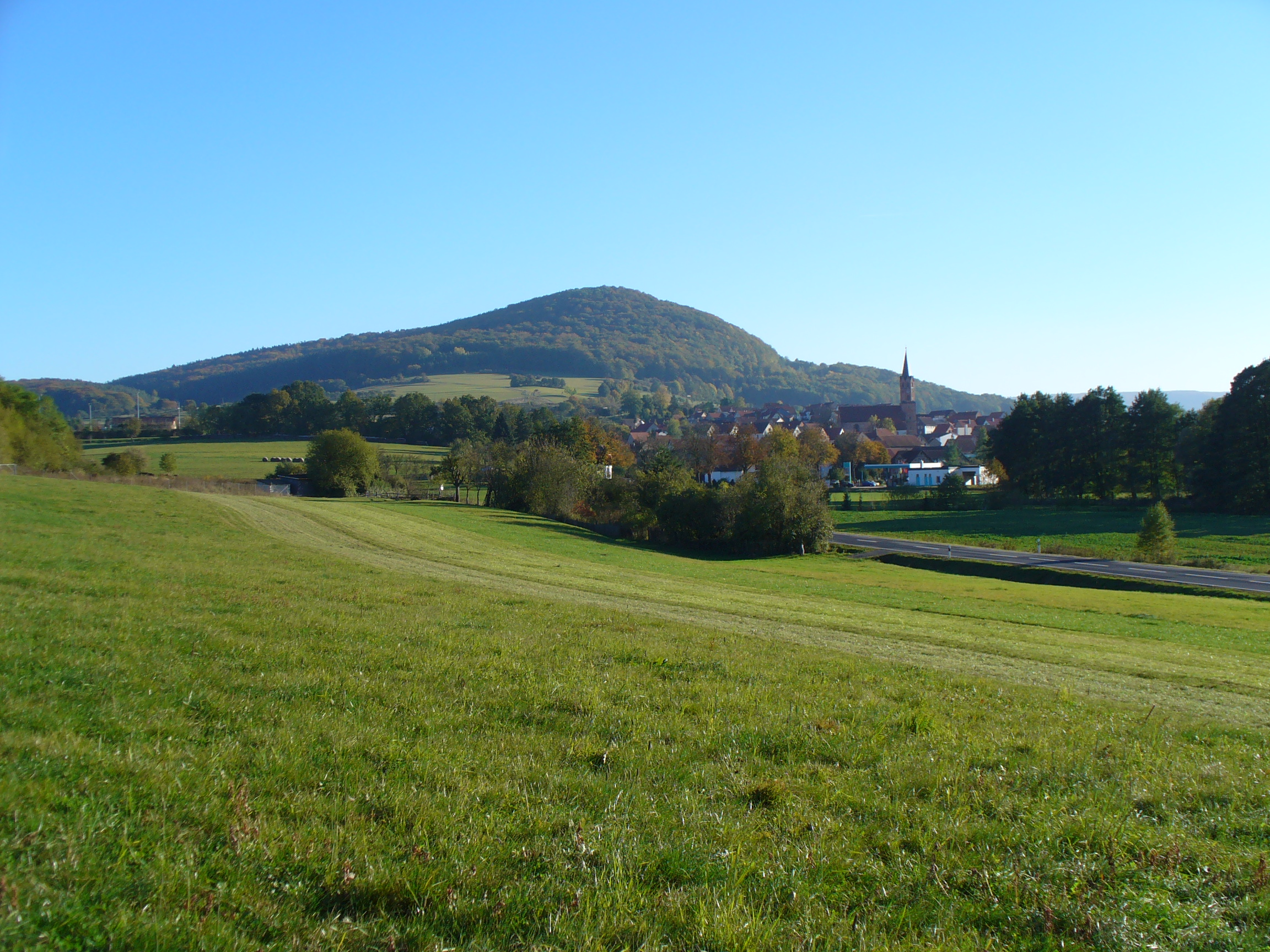
Urnshausen – dahinter der Horn
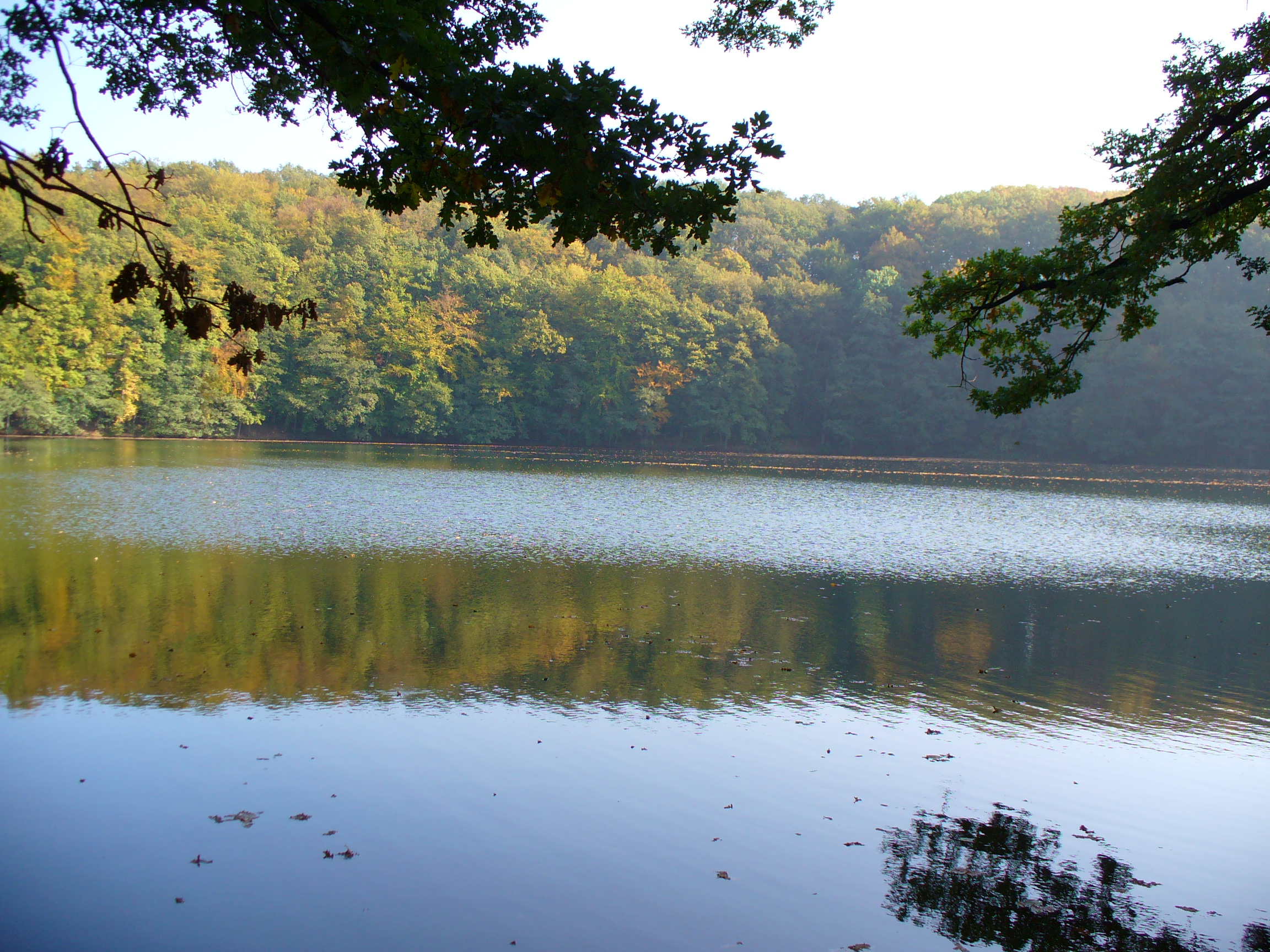
Die Bernshäuser Kutte
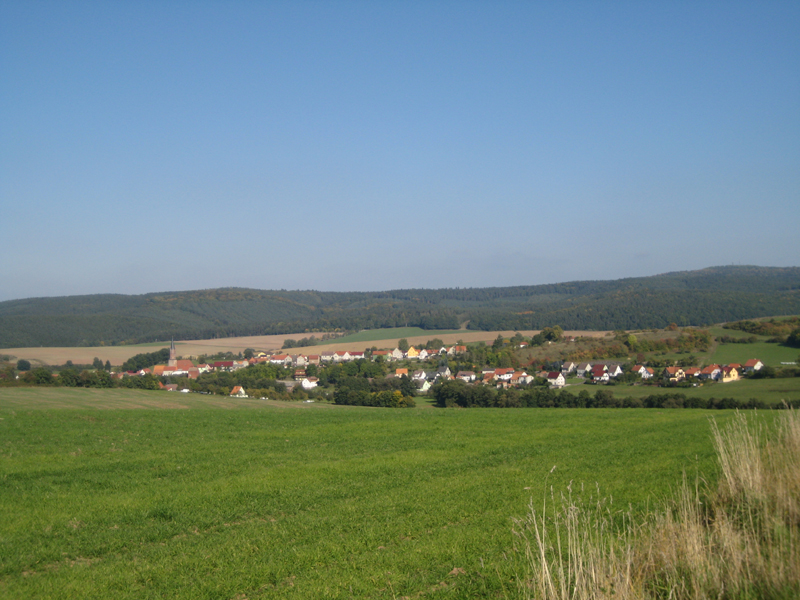
Blick auf Urnshausen – im Hintergrund rechts der Pleß
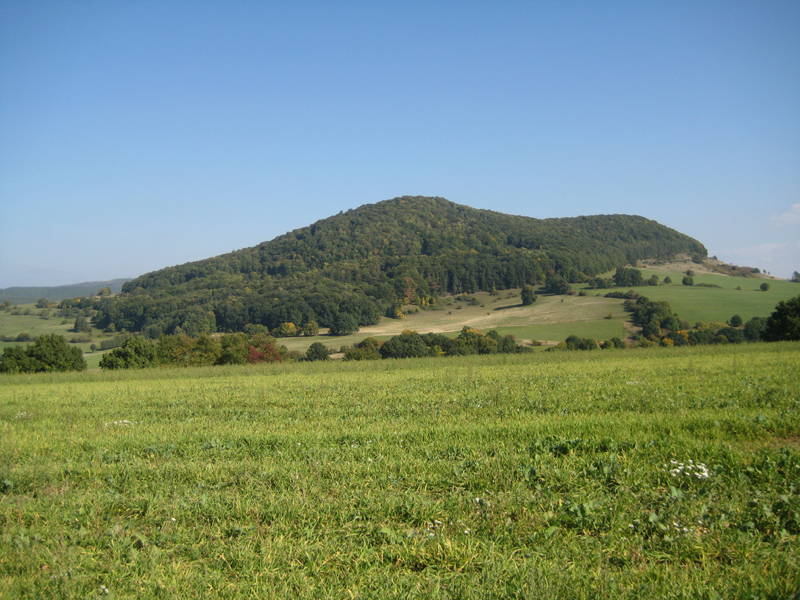
Der Horn zwischen Urnshausen und Wiesenthal